# Piso Firme
Piso Firme es una localidad de las tierras bajas de Bolivia, al este del país. Administrativamente se encuentra en el municipio de San Ignacio de Velasco de la provincia Velasco en el norte del departamento de Santa Cruz. Sin embargo, actualmente hay una disputa en cuanto al departamento al cual pertenece la comunidad de Piso Firme. Autoridades del vecino departamento del Beni aseguran que Piso Firme se encuentra dentro de ese departamento, respaldándose en la Ley del 28 de noviembre de 1914 que establece los límites departamentales.
Piso Firme se denomina como una comunidad indígena chiquitana, y cuenta con una población de 469 habitantes (según resultados de Enfoque de Medios de Vida Sostenible 2022). La localidad se ubica a orillas del río Paraguá y forma parte del nuevo área protegida municipal Bajo Paraguá. Además, es una de las puertas de ingreso al Parque nacional Noel Kempff Mercado, declarado Patrimonio natural de la humanidad por la Unesco.

## Geografía
Piso Firme se encuentra en la parte norte del municipio de San Ignacio de Velasco, al norte de la provincia Velasco en el departamento de Santa Cruz. Se ubica al frente del río Paraguá, que en ciertas épocas es navegable.

## Servicios
En la comunidad se encuentra la Capitanía de Puerto Menor, la Policía Nacional de Bolivia, una oficina del Servicio Nacional de Áreas Protegidas y el Cabildo Indígena. Asimismo hay dos alojamientos, un servicio de turismo comunitario, la unidad educativa Modesto Gómez, una iglesia y una estación de servicio. Además en la comunidad hay una pista de aterrizaje para avionetas pequeñas.